# ACM Transactions on the Web
ACM Transactions on the Web is een internationaal, aan collegiale toetsing onderworpen wetenschappelijk tijdschrift op het gebied van de informatiesystemen en software engineering. De naam wordt in literatuurverwijzingen meestal afgekort tot ACM Trans. Web. Het wordt uitgegeven door de Association for Computing Machinery.